# チェック!ザ・No.1
『チェック!ザ・No.1』（ちぇっく・ざ・ナンバーワン）は、2008年10月17日から2009年3月13日まで、TBS系列で放送されていた毎日放送（MBSテレビ）製作のバラエティ番組である。放送時間は、毎週金曜18:55 - 19:54(JST)。

## 概要
前番組『ランキンの楽園』のリニューアル的な位置付けとなる情報エンターテインメント番組である。司会陣は前番組から引き続き出演の東野幸治と田中直樹に関根麻里が加わった。番組は、あらゆる切り口で商品やサービスなどのランキングを作成し、その中からのナンバーワンを紹介するのが主な内容であった。
『総力報道!THE NEWS』の放送開始に伴う改編で、2009年3月13日に放送終了。それ以降、同枠はTBSテレビに返上された。
また、本番組の終了と同時に毎日放送が制作するゴールデンタイムの全国ネットのレギュラー番組はおよそ1年半の間、途絶えることになった。

## 出演者
司会
- 東野幸治
- 田中直樹（ココリコ）
- 関根麻里

ナレーション
- 関口伸
- 神山まさみ

## 主な企画
チェック!ザ・気になるNo.1
人気の観光スポットや意外な節約術など毎回、様々な事柄のランキングを製作し、その中から番組がオススメする事例を取り上げる。
チェック!ザ・ロットNo.1
生活必需品や今や常識となっている事柄の歴史を振り返る。
1000円ショップたなか
田中が1000円台で楽しめる様々な食品や人気スポットなどを紹介する。

## スタッフ
- 構成：たちばなひとなり、桝本壮志、石井裕之、遠藤敬、八代丈寛
- リサーチ：スコープ
- TP：深谷高史
- SW：小川利行
- CAM：吉川和彦
- VE：田畑司
- 音声：加瀬悦史
- 照明：前田貢伺
- PA：山崎明彦
- 美術プロデュース：松沢由之
- セットデザイン：内田公幸（MBS）
- 美術進行：荻原美樹雄
- 大道具：浅見大
- 大道具操作：那須野清
- アクリル装飾：日野邦彦
- 電飾：中みつ子
- 生花装飾：小柳幸絵
- モニター：前島亮二
- メイク：一條純子
- タイトル：松浦次郎（MBS企画）
- CG：紀野伸子（MBS）
- 音効：久坂恵紹、宮本大生
- VTR編集：掛川高史
- MA：熊井明子
- TK（タイムキーパー）：丸山茜
- デスク：高橋朋子（MBS）、成瀬輝容
- 編成：竹園元（MBS）
- 宣伝：石田敦子（MBS）
- AD（アシスタントディレクター）：鈴木希、山本玲子、富田愛、早坂之男（レジスタx1）、上田友博（JUMP）、加藤雅章
- AP（アシスタントプロデューサー）：北詰由賀・大泉正太（以上THE WORKS）
- ディレクター：水野雅之・林智也（2人共MBS）、山下和之・川井直仁（以上JUMP）、三澤真（DAWN）、北山友亮、山本健太郎、鎌迫敏弘・川島哲也・尾崎義史（以上レジスタx1）、黒田源治（SSSystem）
- チーフディレクター：芦田政和（JUMP）、瀧島光人（DAWN.ドーン）、奥田隆英（リップル）【週替り】
- 総合演出：袰川斉（やんかわ商店）
- プロデューサー：田中将徳（MBS）、稲冨聡（よしもとクリエイティブ・エージェンシー）
- 技術協力：ニユーテレス、プログレッソ、戯音工房、麻布プラザ
- 美術協力：フジアール
- スタッフ協力：Boom、THE WORKS、JUMP、DAWN.ドーン、レジスタx1、SSSystem
- 制作協力：吉本興業
- 製作著作：毎日放送

## 備考
2009年1月30日放送分でイベリコ寿司を取り上げた際、試食した出演者の一人が「ほのかにドングリの香りがします」と発言した点について、放送後に番組サイトで「試食した者の感想であり、味や香りには個人差があります」との注釈がつけられた。